# Hapalomantis
Hapalomantis es un género de mantis  (insectos del orden Mantodea) que cuenta con las siguientes especies. Es originario de África.

## Especies
- Hapalomantis abyssinica
- Hapalomantis congica
- Hapalomantis lacualis
- Hapalomantis minima
- Hapalomantis orba
- Hapalomantis rhombochir